# Ed Wubbe
Ed Wubbe (* 1957 Amsterdam, Nizozemsko) je nizozemský choreograf. Je autorem choreografie k baletu Nico pojednávajícím o německé zpěvačce, modelce a herečce Nico. Hudba od Johna Calea k tomuto baletu vyšla pod názvem Dance Music. V roce 2010 spolu s Marco Goeckem vytvořil choreografii k baletu Songs for Drella, jehož námětem bylo stejnojmenné album Johna Calea a Lou Reeda z roku 1990.